# Odette Bancilhon
Odette Bancilhon é uma astrónoma francesa que desenvolveu a sua carreira no Observatório de Argel e posteriormente no Observatório de Estrasburgo.

## Asteróides descobertos
Em 1934 descobriu o asteróide (1333) Cevenola. O Minor Planet Center acredita sua descoberta como Ou. Bancilhon.

## Epónimos
O asteróide (1713) Bancilhon descoberto em 1951 foi nomeado em sua honra por seu colega Louis Boyer.